# بيت هارمان
بيت هارمان (بالإنجليزية: Pete Harman)‏ هو صاحب مطعم ورائد أعمال أمريكي، ولد في 16 يناير 1919 في سولت ليك في الولايات المتحدة، وتوفي في 19 نوفمبر 2014 في لوس ألتوس في الولايات المتحدة.